# يوشيهيكو ماتسوي
يوشيهيكو ماتسوي (باليابانية: 松井良彦؛ بالكانا: まつい よしひこ) هو مخرج ياباني، ولد في 6 مايو 1956 في نيشينومايا في اليابان.

## وصلات خارجية
- يوشيهيكو ماتسوي على موقع IMDb (الإنجليزية)
- يوشيهيكو ماتسوي على موقع أول موفي (الإنجليزية)
- يوشيهيكو ماتسوي على موقع قاعدة بيانات الفيلم (الإنجليزية)
- يوشيهيكو ماتسوي على موقع كينوبويسك (الروسية)